# Камов (конструкторское бюро)
АО «Камов» (бывш. ОКБ «Камов», Ухтомский вертолётный завод) — Бывшее конструкторское бюро, ныне входящее в состав  Национального центра вертолётостроения им. М. Л. Миля и Н. И. Камова, часть холдинга «Вертолёты России». Известно как разработчик вертолётов с соосной схемой несущих винтов. Также разрабатывало вертолёты с традиционной компоновкой (Ка-62).
Названо в честь генерального конструктора Николая Камова.

## История
Завод в Люберцах был создан на площадке завода № 290, эвакуированного в 1941 году. На ней непродолжительное время находились авторемонтные мастерские, в 1942 году был создан ремонтный завод, занимавшийся ремонтом самолётов Р-5, затем действовал завод наземного оборудования.
7 октября 1948 года был создан завод № 938, который занимался производством аэродромного оборудования.
В 1955 году на этот завод было переведено с завода № 82 в Тушино конструкторское бюро Н. И. Камова для продолжения работ по вертолётам, Камов был назначен главным конструктором завода.
В 1966 году предприятие получило название «Ухтомский вертолётный завод» (УВЗ).
На территории предприятия с 1972 года действовал Народный музей истории и Трудовой славы ОАО «Камов».
В 1991 году УВЗ был переименован в Вертолётный научно-технический комплекс (ВНТК) им. Н. И. Камова.
В 1992 году было учреждено АООТ «Камов», в состав которого входили КБ, опытный Ухтомский вертолётный завод и научно-технический испытательный центр. В 1996 году оно вошло в ВПК «МАПО», а в 2007 году — в ОПК «Оборонпром».
В 2017 году Ухтомский вертолётный завод, где располагалось КБ Камова, был переведён из города Люберцы в поселок Томилино, где расположен Московский вертолётный завод. Неподалёку от железнодорожной станции Ухтомская, (названной в честь расстрелянного на ней в 1905 социалиста-революционера А.Ухтомского), позже переведено в здание Московского вертолётного завода в рабочем поселке Томилино (неподалёку от железнодорожной станции Панки).
В 2018 году был закрыт музей Истории и Трудовой славы Ухтомского вертолётного завода имени Н.И. Камова, открытый в 1972 году.

В апреле 2020 года АО «Камов» упразднено. АО «Камов» присоединено к АО «МВЗ им. М. Л. Миля», которое переименовано в АО «Национальный центр вертолётостроения им. М. Л. Миля и Н. И. Камова».

## Вертолёты ОКБ «Камова»
| Дата             | Модель                                                                 | Классификация НАТО | Комментарий                                |
| ---------------- | ---------------------------------------------------------------------- | ------------------ | ------------------------------------------ |
| 25 сентября 1929 | КАСКР-1 «Красный инженер», КАСКР-2                                     |                    | первый советский автожир, Камов-Скржинский |
| 1934             | А-7                                                                    |                    | автожир                                    |
| 1944             | Ка-8                                                                   |                    |                                            |
| сентябрь 1949    | Ка-10                                                                  | 'Hat'              |                                            |
| 1952             | Ка-15                                                                  | 'Hen'              |                                            |
| 1955             | Ка-18                                                                  | 'Hog'              |                                            |
| 1960             | Ка-20                                                                  | 'Harp'             |                                            |
| 1960             | Ка-22                                                                  | 'Hoop'             | винтокрыл                                  |
| 1965             | Ка-25                                                                  | 'Hormone'          |                                            |
| 1966             | Ка-26                                                                  | 'Hoodlum-A'        |                                            |
| 1969             | В-50                                                                   |                    | проект свёрнут                             |
| 1978             | Ка-27                                                                  | 'Helix'            |                                            |
| 1981             | Ка-28 Ка-32                                                            | 'Helix'            |                                            |
| 27 июля 1982     | Ка-50 «Чёрная Акула» (также известен под названиями В-80 и «Вервольф») | 'Hokum-A'          | Ка-50-2 Erdogan                            |
| 1983             | Ка-52 «Аллигатор»                                                      | 'Hokum-B'          |                                            |
| 1983             | Ка-31                                                                  | 'Helix-B'          | вертолет ДРЛО                              |
| 1984             | Ка-29                                                                  |                    | развитие Ка-27                             |
| 1986             | Ка-126                                                                 | 'Hoodlum-B'        | развитие Ка-26                             |
| середина 1980-х  | В-100                                                                  |                    |                                            |
| 1990             | Ка-118                                                                 |                    |                                            |
| 1993             | Ка-128                                                                 |                    |                                            |
| 1993             | Ка-37                                                                  |                    | беспилотный вертолёт                       |
| 1994             | Ка-62                                                                  |                    |                                            |
| 1994             | Ка-226                                                                 | 'Hoodlum'          | дальнейшее развитие Ка-126                 |
| 1998             | В-60 (также известен под названием Ка-60 «Касатка»)                    |                    | проект свёрнут                             |

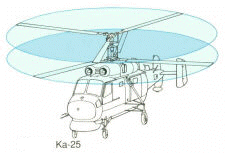
Соосная схема Камова (на примере Ка-25)
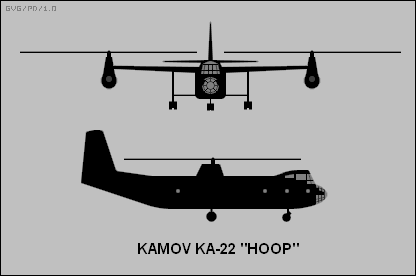
Винтокрыл Ка-22
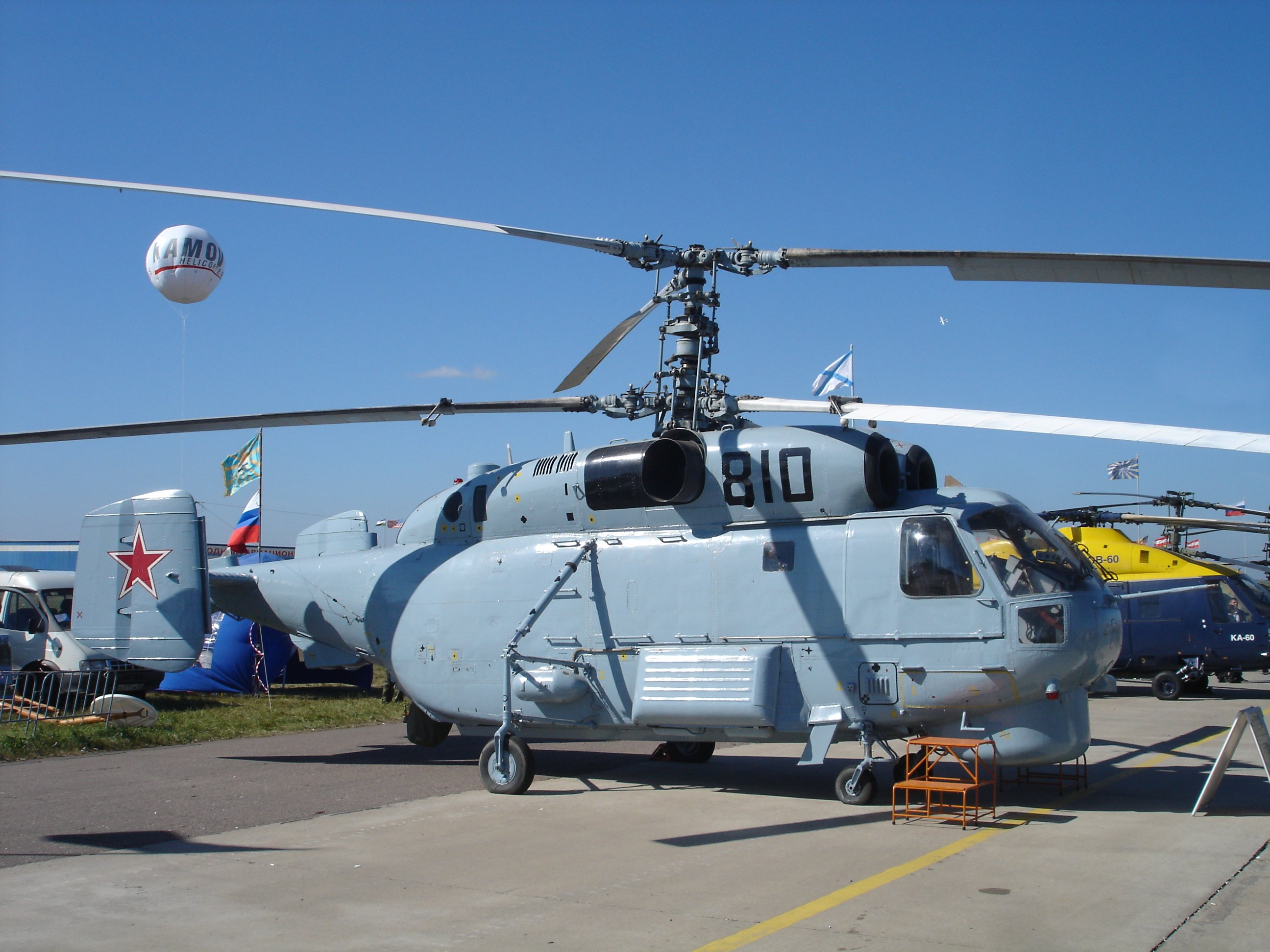
Ка-27
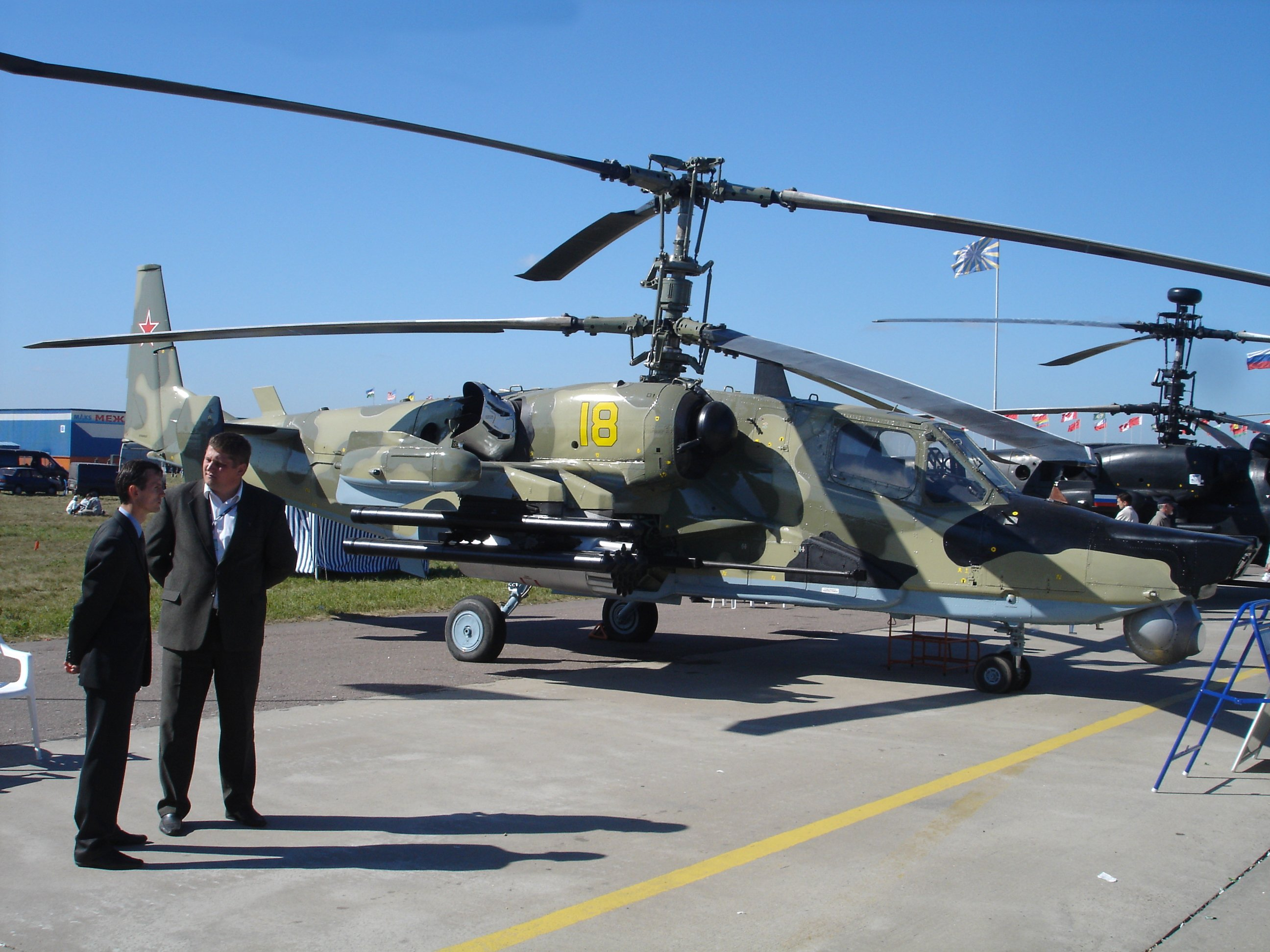
Ка-50 «Чёрная Акула»
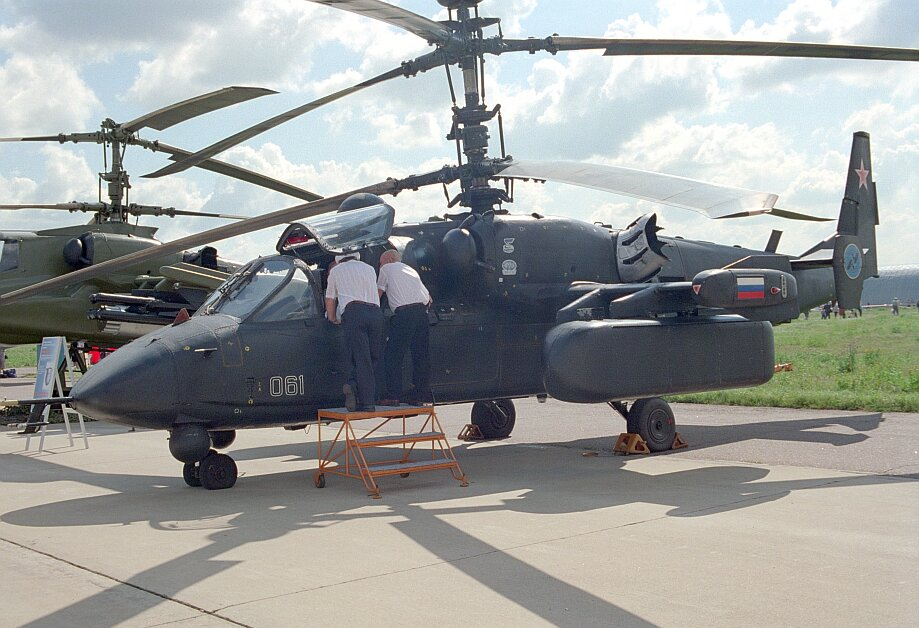
Ка-52 «Аллигатор»
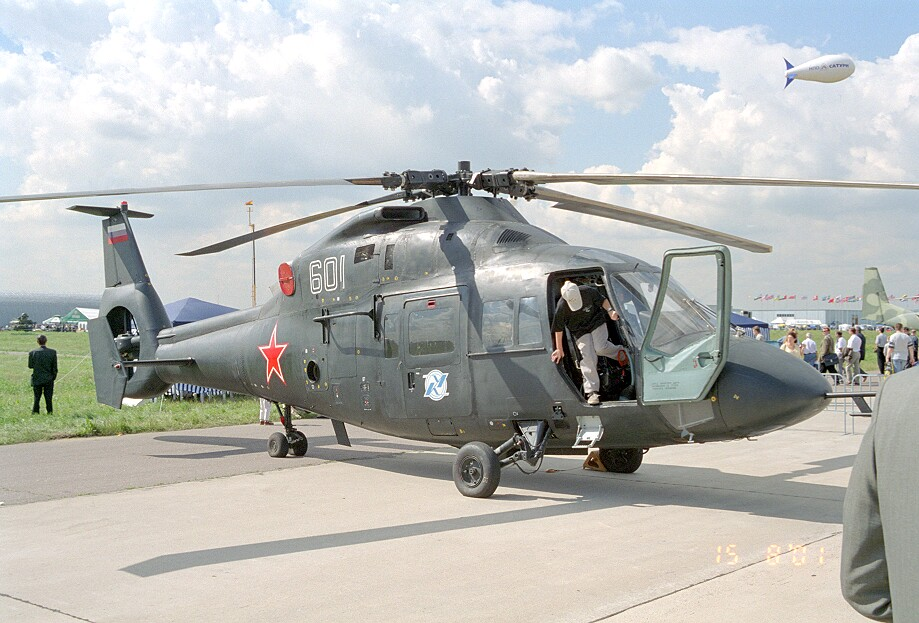
Ка-60
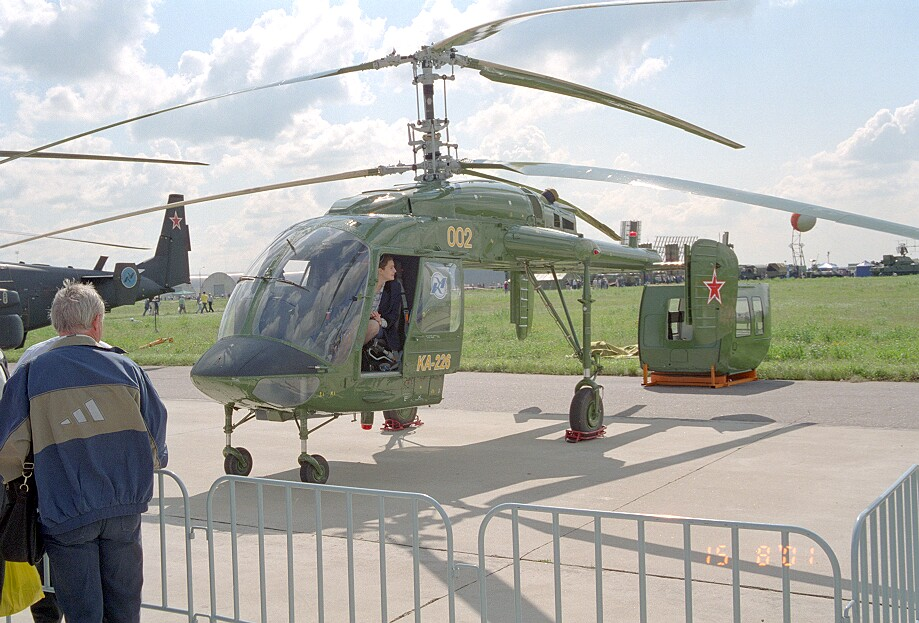
Ка-226